# Свисток

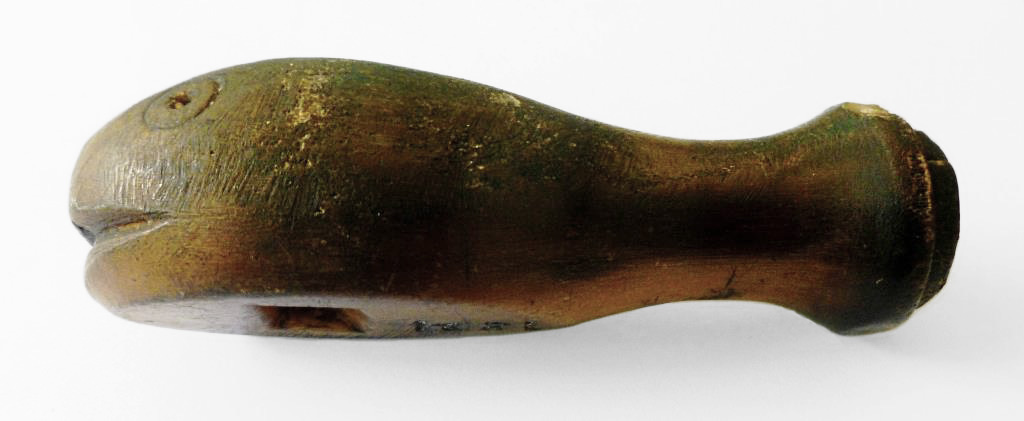
Свисток из китового уса, датированный 1821 годом. Лондон. 8 сантиметров длиной

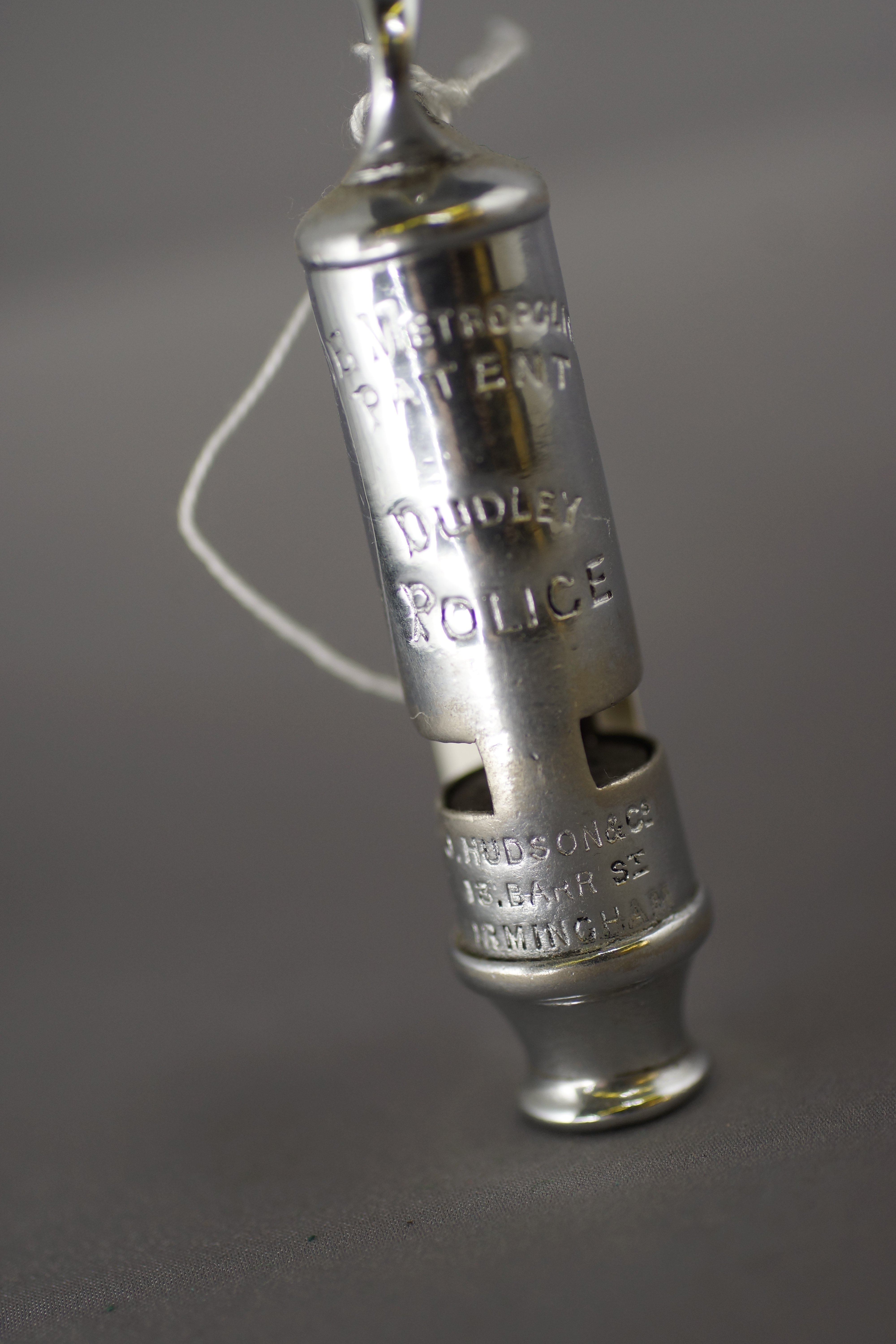
Полицейский свисток

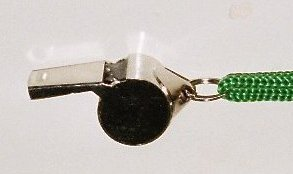
Спортивный свисток с шариком внутри

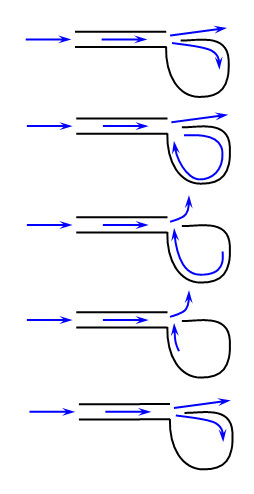
Принцип действия спортивного свистка

Свисто́к — устройство (изделие), преобразующее кинетическую энергию струи газа или жидкости в звуковые колебания. 
А в соответствии с Конвенцией о Международных правилах предупреждения столкновений судов в море, от 1972 года, слово «свисток» означает любое звукосигнальное устройство, которое может подавать предписанные звуки и соответствующее техническим требованиям, перечисленным в Приложении 3 к настоящим Правилам. Вид газоструйного излучателя. Он может работать от рта или от давления воздуха, пара или других средств. Свистки различаются по размеру: от носовой флейты до большого церковного органа. Свистки существовали с тех пор, как древние люди впервые смогли свистеть, вырезав тыкву или ветку и обнаружив, что так можно издавать звук. Многие современные духовые инструменты являются наследниками этих ранних свистков. С ростом механики появились другие формы свистков. Сигнальный свисток на фабриках называется Гудок, а на кораблях и судах применяют свисток-сирену (тифон).

## Принцип действия
Поток воздуха во входном канале в районе щели разделяется ребром резонатора на два потока. Нижний поток описывает внутри резонатора круг и, выходя вверх в районе щели, отклоняет входной поток вверх, прерывая ту его часть, которая проходит в резонатор. Когда поток в резонаторе иссякает, входной поток возвращается к первоначальному направлению, и весь цикл повторяется.
В зависимости от геометрии существуют два основных типа свистков: те, которые генерируют звук через колебания потока текучей массы, и те, которые генерируют звук через колебания силы, приложенной к окружающей среде.

## Применение
Свисток — древний сигнальный и музыкальный инструмент. На нём основано множество других аналогичных духовых инструментов. Также иногда он в чистом виде используется в оркестрах народных инструментов.
Свисток часто используется как детская игрушка.
Сигнальные свистки использовались древними греками, чтобы задавать ритм гребцам на галерах. Англичане использовали свистки во время крестовых походов, чтобы сигнализировать приказы лучникам. Трубы боцмана также использовались в эпоху паруса на военно-морских судах для выдачи команд и приветствия высокопоставленных лиц.
Свисток — прибор для звуковой сигнализации. Ранее активно использовался сторожами. В сухопутных войсках употребляется для подачи сигнала в цепи; сверх того, в Русской императорской армии свисток полагалось иметь часовому на посту для вызова из караульного помещения разводящего. На военных судах наиболее употребительные приказания команде передаются свистками посредством особой дудки (в несколько тонов), имевшейся на Русском императорском флоте у нижних чинов унтер-офицерских званий.
Свистки нашли широкое применение для подачи сигналов арбитрами и тренерами спортивных соревнований, инспекторами ГИБДД, а также преподавателями физкультуры в школах.
Ультразвуковой свисток (свисток Гальтона) применяется в кинологии для призывания собак.
Паровой или пневматический свисток применяется для подачи сигналов локомотивами и моторвагонным подвижным составом.